# Olympische Winterspiele 2014/Teilnehmer (Litauen)
| Gelbes Symbol für Goldmedaillen mit stilisierten Olympischen Ringen | Graues Symbol für Silbermedaillen mit stilisierten Olympischen Ringen | Braundes Symbol für Bronzemedaillen mit stilisierten Olympischen Ringen |
| ------------------------------------------------------------------- | --------------------------------------------------------------------- | ----------------------------------------------------------------------- |
| —                                                                   | —                                                                     | —                                                                       |

Litauen nahm an den Olympischen Winterspielen 2014 in Sotschi mit neun Athleten in fünf Sportarten teil. Fahnenträger der litauischen Delegation bei der Eröffnungszeremonie war Deividas Stagniūnas.

## Sportarten

### Biathlon
| Frauen - Diana Rasimovičiūtė | Männer - Tomas Kaukėnas |

### Eiskunstlauf
| Eistanz - Isabella Tobias, Deividas Stagniūnas |

### Shorttrack
| Frauen - Agnė Sereikaitė 500 m 1000 m 1500 m |

### Ski Alpin
| Frauen - Ieva Januškevičiūtė | Männer - Rokas Zaveckas |

### Skilanglauf
| Männer - Vytautas Strolia | Frauen - Ingrida Ardišauskaitė |